# Diego Hernández Cabrera
Diego Cristóbal Hernández Cabrera (14 de octubre de 1948) es un ingeniero, académico y consultor chileno, expresidente ejecutivo de la estatal Corporación Nacional del Cobre de Chile (Codelco-Chile), la mayor empresa productora de ese metal a nivel global. En la actualidad es presidente ejecutivo de Antofagasta plc y de su filial de minerales Antofagasta Minerals.
Es considerado el ejecutivo de su nacionalidad que más alto ha llegado en la industria, por sus estratégicas participaciones en las principales compañías cupreras a nivel mundial: BHP Billiton, Vale, Rio Tinto, Anglo American y la propia Codelco.
Entre 2000 y 2001 se desempeñó como presidente del Consejo Minero de su país.

## Formación
Hijo de dos profesores —uno de artes plásticas y otra del ya desaparecido ramo de educación del hogar—, tenía once años cuando debió dejar Chile junto a sus padres, quienes buscaban mejores oportunidades fuera de las fronteras.
Vivió primero en Panamá y luego en Venezuela, donde sus padres se quedaron por dos años más, mientras él y su hermano mayor se devolvían a Chile para estudiar internados. Toda su educación la cursó en el Colegio de la Alianza Francesa de la capital.
Al terminar su enseñanza secundaria decidió estudiar ingeniería civil, carrera que su hermano mayor cursaba desde hacía tres años en la Universidad de Chile. Su opción fue especializarse en minas en esta misma casa de estudios.
En 1969, cuando se encontraba en cuarto año, viajó becado a París, Francia, a cursar estudios en la École Nationale Supérieure des Mines.

## Carrera profesional

Mina de Collahuasi.

A contar del tercer año de la carrera comenzó a trabajar, impartiendo clases.
A mediados de 1973, partió a Brasil con su cónyuge, una brasileña que conoció en París. Allí, consiguió su primer empleo en Paulo Abib, firma de ingeniería dedicada a proyectos mineros.
A los veinticinco años fue fichado como gerente general de la Companhia de Estanho Minas, una minera mediana en el estado de Minas Gerais en la que permaneció hasta 1980. Volvió entonces a su país, donde laboró en Empresa Minera Mantos Blancos.
En 1985 retornó a Brasil, esta vez a Rio Tinto, donde trabajó en diversas unidades hasta 1991. Desde ese año y hasta 1996 vivió una segunda etapa en Mantos Blancos, primero como gerente de desarrollo y luego como gerente general.
En 1996, como director ejecutivo, lideró la puesta en marcha del proyecto cuprífero Doña Inés de Collahuasi, la cuarta mina de cobre más grande del mundo.
Entre 2001 y 2004 fue director ejecutivo de la división de metales no ferrosos de Vale —entonces Vale do Rio Doce— con responsabilidad en los negocios de cobre, níquel, oro, caolín y potasa de esta compañía.
El 1 de abril de 2004 asumió como presidente de su Base Metals Customer Sector Group y miembro del Comité Ejecutivo del holding. El cargo lo convertía en responsable de todos los aspectos del negocio de Metales Base de la firma, incluyendo estrategia, operaciones y desarrollo de proyectos.
El 19 de mayo de 2010 se incorporó a Codelco-Chile por encargo del directorio, el cual había aprobado su designación un mes antes. Durante su gestión la sociedad aprobó, en noviembre de 2010, el proyecto Mina Ministro Hales, por US$ 2.077 millones, así como la construcción, en julio de 2011, del Nuevo Nivel Mina El Teniente por otros US$ 3.030 millones.
A mediados de 2011, en tanto, enfrentó la primera paralización total de faenas de la compañía en 18 años, medida tomada por los sindicatos en respuesta a supuestos intentos de privatización por parte del gobierno del presidente Sebastián Piñera. En octubre de 2011 lideró la obtención de un préstamo de la japonesa Mitsui por US$ 6.750 millones para la compra de un 49% de la chilena Anglo American Sur, operación que, de haberse concretado tal como fue concebida, habría significado elevar la producción hasta en un 10% por año.
En mayo de 2012 renunció sorpresivamente a la firma, quedando el cargo en manos del entonces vicepresidente de administración y finanzas, Thomas Keller.
Dos meses después fue anunciado su nombramiento como presidente ejecutivo de Antofagasta Minerals, minera controlada por el grupo chileno Luksic. En 2014 Hernández relevó a Jean-Paul Luksic en sus funciones ejecutivas en la matriz, Antofagasta plc, aunque con el cargo de presidente ejecutivo (aquel era presidente del directorio con funciones ejecutivas).
Durante su gestión tuvo lugar el anuncio del fin de las operaciones del yacimiento mejillonino Michilla, medida anunciada a fines de 2014 con efecto en 2016.